# Antwerpens stadshus
Antwerpens stadshus (nederländska: Stadhuis van Antwerpen) finns på västra sidan av stortorget. Byggnaden uppfördes mellan 1561 och 1564, och är del av det världsarv som finns på Unescos lista.

### Fotnoter
1. ↑  ”Belfries of Belgium and France” (på engelska). UNESCO. http://whc.unesco.org/en/list/943/. Läst 22 oktober 2015.